# Polymeria ambigua
Polymeria ambigua är en vindeväxtart som beskrevs av Robert Brown. Polymeria ambigua ingår i släktet Polymeria och familjen vindeväxter. Inga underarter finns listade i Catalogue of Life.